# Landkreis Ottweiler
Der Landkreis Ottweiler wurde am 1. Juli 1816 in der preußischen Rheinprovinz gegründet, dem entsprechend der preußischen Verwaltungsordnung ein Landrat an die Spitze gestellt wurde. Es bestand zwar schon seit dem 30. Juni 1814 der Kreis Ottweiler, dieser hatte jedoch nur provisorischen Charakter und wurde von Kreisdirektoren geleitet. Ab 1920 gehörte der Landkreis Ottweiler zum Saargebiet, ab 1935 zum Saarland. Am 1. Januar 1974 wurde er im Rahmen der saarländischen Gebietsreform in Landkreis Neunkirchen umbenannt.

## Nachbarkreise
Der Landkreis grenzte 1973 im Uhrzeigersinn im Norden beginnend an die Landkreise  Sankt Wendel (im Saarland), Kusel (in Rheinland-Pfalz), Homburg, Sankt Ingbert, Saarlouis und Merzig-Wadern (alle wiederum im Saarland).

## Geschichte
Mit Datum vom 30. Juni 1814 entstand im Rahmen einer Neugliederung unter preußischer Herrschaft der erste Kreis Ottweiler. Er wurde von einem Kreisdirektor geleitet und erstreckte sich über eine Fläche von 1186 km² mit 63.517 Einwohnern. Zwei Jahre später, am 1. Mai 1816, wurde der Regierungsbezirk Trier gebildet, bei dessen Neueinteilung in Landkreise ein neuer, deutlich kleinerer Kreis Ottweiler gebildet wurde, an dessen Spitze gemäß preußischer Verwaltungsordnung ein Landrat stand. Sitz der Kreisverwaltung war Ottweiler, wo auch der Wohnsitz des Landrates war.
Nach dem Ersten Weltkrieg kam der Kreis Ottweiler ab 1. Oktober 1920 zum Saargebiet, ab 1935 zum Saarland. Vom 1. April 1943 bis 1. August 1945 wurde der Landkreis Sankt Wendel vorübergehend mit dem Landkreis Ottweiler zusammengeschlossen.
Auf Anordnung der französischen Besatzungsmacht gab der Kreis am 1. Oktober 1946 die Gemeinden Bergweiler, Hasborn-Dautweiler, Lindscheid, Neipel, Scheuern, Sotzweiler, Theley, Tholey und Überroth-Niederhofen an den nun wieder eigenständigen Landkreis Sankt Wendel ab. Im Gegenzug wechselten die Gemeinden Steinbach und Wetschhausen aus dem Landkreis Sankt Wendel in den Landkreis Ottweiler.
Im Rahmen der saarländischen Gebietsreform gab der Landkreis Ottweiler am 1. Januar 1974 die vier Gemeinden Aschbach, Dörsdorf, Steinbach und Thalexweiler an den Landkreis Saarlouis ab, die dort Teil der Stadt Lebach wurden. Auch die Gemeinde Berschweiler schied aus dem Kreis aus und wurde Teil der Gemeinde Marpingen im Landkreis St. Wendel. Die Gemeinde Mainzweiler aus dem Landkreis St. Wendel wurde in die Stadt Ottweiler eingegliedert. Die Zahl der Gemeinden wurde durch verschiedene Zusammenschlüsse von 35 auf sieben verringert. Gleichzeitig wurde der Landkreis Ottweiler in Landkreis Neunkirchen umbenannt. Die Kreisverwaltung verblieb in Ottweiler.

## Einwohnerentwicklung
| Jahr | Einwohner | Quelle |
| ---- | --------- | ------ |
| 1816 | 17.972    | [ 6 ]  |
| 1847 | 29.412    | [ 7 ]  |
| 1871 | 51.974    | [ 8 ]  |
| 1885 | 70.593    | [ 8 ]  |
| 1900 | 102.729   | [ 9 ]  |
| 1910 | 126.946   | [ 9 ]  |
| 1939 | 142.532   | [ 9 ]  |
| 1960 | 162.600   | [ 9 ]  |
| 1970 | 167.300   | [ 10 ] |
| 1972 | 165.300   | [ 11 ] |
| 1980 | 151.000   | [ 12 ] |
| 1990 | 149.400   | [ 13 ] |
| 2000 | 147.500   | [ 14 ] |
| 2010 | 137.247   |        |
| 2016 | 133.984   |        |

## Religion
Da in der Herrschaft Ottweiler 1575 die Reformation nach dem lutherischen Bekenntnis eingeführt wurde, waren ab diesem Zeitpunkt ihre Einwohner evangelisch, die Einwohner der zur Herrschaft Illingen und zum Herzogtum Lothringen gehörenden Orte des späteren Kreisgebiets blieben katholisch. Durch Zuzug katholischer Familien während der Reunionszeit im 17. Jahrhundert und durch Zuzug von katholischen Bergleuten und Hüttenarbeitern im Laufe des 19. Jahrhunderts verschob sich das konfessionelle Verhältnis; schließlich überwog im Kreisgebiet das römisch-katholische Bekenntnis.
Die evangelische Bevölkerung des Kreises gehörte seit der Saarbrücker Union im Jahre 1817 zur Evangelischen Kirche in Preußen (ab 1922 nannte sie sich Evangelische Kirche der Altpreußischen Union; APU), und dort zur Kirchenprovinz der Rheinprovinz mit dem Provinzialkonsistorium in Koblenz. 1947 wandelte sich die Kirchenprovinz in eine selbständige Landeskirche, die Evangelische Kirche im Rheinland, blieb danach aber Gliedkirche der APU, die 1953 bis 2003 unter dem vereinfachten Namen Evangelische Kirche der Union fortbestand.

## Landräte

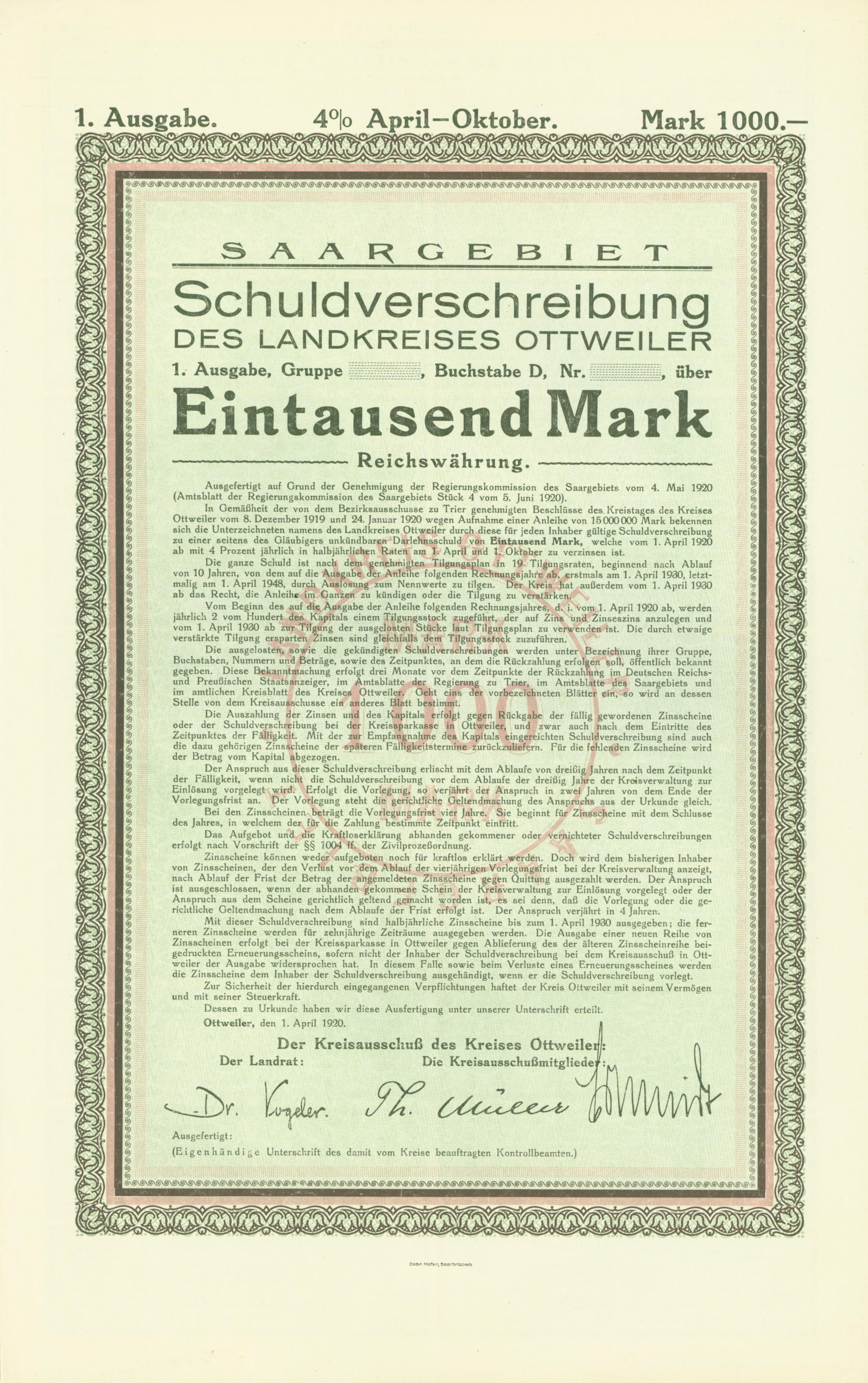
Schuldverschreibung des Landkreises Ottweiler vom 1. April 1920, signiert von Landrat Friedrich Vogeler

- 1814–181500Johann Wilhelm Karsch (Kreisdirektor)
- 1815–181600Philipp Jakob Siebenpfeiffer (Kreisdirektor)[2]
- 1816–182500Joseph Schönberger
- 1825–184200Carl von Rohr
- 1842–185100Richard Linz
- 1851–186000Otto von Wittenhorst-Sonsfeld
- 1860–187100Eugen von Schlechtendal
- 1871–187600Ferdinand von Helldorff
- 1876–188300Hugo Samuel von Richthofen
- 1883–188500Maximilian von Voß
- 1885–189200Woldemar Tenge-Rietberg
- 1892–189600Dietrich von Harlem
- 1896–190900Maximilian Laur von Münchhofen
- 1909–191600Carl von Halfern
- 19160000000Herbert Besser (vertretungsweise)
- 1916–191900Waldemar Moritz
- 1919–192000Friedrich Vogeler
- 1920–194500Maximilian Rech
- 19450000000Heinrich Strauß
- 1945–194600Ludwig Steines
- 19460000000Heinrich Strauß
- 1946–194700N. Buschlinger[2]
- 1948–195100Peter Scherer[2][15]
- 1951–196500Johannes Dierkes
- 1966–198500Günter Schwehm (1966 bis 1973 Landkreis Ottweiler, nach Umbenennung 1974 bis 1985 Landkreis Neunkirchen)[16]

## Gemeinden
Vor seiner Umbenennung am 1. Januar 1974 umfasste der Landkreis Ottweiler 2 Städte und 33 weitere Gemeinden:
| - Aschbach - Berschweiler - Bubach-Calmesweiler - Dirmingen - Dörsdorf - Elversberg - Eppelborn - Fürth - Habach - Hangard - Heiligenwald - Hierscheid | - Hirzweiler - Humes - Hüttigweiler - Illingen - Landsweiler-Reden - Lautenbach - Macherbach - Merchweiler - Münchwies - Neunkirchen, Stadt - Ottweiler, Stadt - Schiffweiler | - Spiesen - Steinbach b. Ottweiler - Steinbach über Lebach - Stennweiler - Thalexweiler - Uchtelfangen - Welschbach - Wemmetsweiler - Wiebelskirchen - Wiesbach - Wustweiler |

Während seines Bestehens hatten auch die folgenden Gemeinden dem Landkreis angehört:
- Bergweiler, 1946 zum Landkreis Sankt Wendel
- Hasborn-Dautweiler, 1946 zum Landkreis Sankt Wendel
- Kohlhof, 1922 zur Stadt Neunkirchen
- Lindscheid, 1946 zum Landkreis Sankt Wendel
- Neipel, 1946 zum Landkreis Sankt Wendel
- Niederneunkirchen, 1922 zur Stadt Neunkirchen
- Scheuern, 1946 zum Landkreis Sankt Wendel
- Sotzweiler, 1946 zum Landkreis Sankt Wendel
- Theley, 1946 zum Landkreis Sankt Wendel
- Tholey, 1946 zum Landkreis Sankt Wendel
- Überroth-Niederhofen, 1946 zum Landkreis Sankt Wendel
- Wellesweiler, 1922 zur Stadt Neunkirchen
- Wetschhausen, am 1. Januar 1959 zu Steinbach b. Ottweiler

## Persönlichkeiten
- Johannes Hoffmann (* 23. Dezember 1890; † 21. September 1967),  Politiker (Zentrum, CVP), MdL (Saarland), Ministerpräsident des Saarlandes 1947–1955

## Kfz-Kennzeichen
Am 1. Januar 1957 wurde dem Landkreis anlässlich des Beitritts des Saarlandes zur Bundesrepublik Deutschland das Unterscheidungszeichen OTW zugewiesen. Es wurde bis zum 28. Februar 1974 ausgegeben. Im Rahmen der Kennzeichenliberalisierung wird OTW seit dem 18. Oktober 2021 im Landkreis Neunkirchen ausgegeben. 
Am 1. Januar 1968 wurde das Unterscheidungszeichen NK gültig, zunächst nur in der damaligen Mittelstadt Neunkirchen. Seit dem 1. März 1974 führt es der gesamte in Landkreis Neunkirchen umbenannte Landkreis.